# Кубок Футбольної ліги 1973—1974
Кубок Футбольної ліги 1973–1974 — 14-й розіграш Кубка Футбольної ліги. Змагання проводилось за системою «плей-оф» серед 92 найкращих клубів Англії та Уельсу. Титул вперше здобув «Вулвергемптон Вондерерз».

## Календар
| Раунд        | Дата                           | Матчі   | Клуби   |
| ------------ | ------------------------------ | ------- | ------- |
| Перший раунд | 28 серпня - 5 вересня 1973     | 28+12   | 92 → 64 |
| Другий раунд | 2-31 жовтня 1973               | 32+11+4 | 64 → 32 |
| 1/16 фіналу  | 30 жовтня - 21 листопада 1973  | 16+8    | 32 → 16 |
| 1/8 фіналу   | 20 листопада - 5 грудня 1973   | 8+2     | 16 → 8  |
| 1/4 фіналу   | 19 грудня 1973 - 16 січня 1974 | 4+2     | 8 → 4   |
| 1/2 фіналу   | 23-30 січня 1974               | 4       | 4 → 2   |
| Фінал        | 2 березня 1974                 | 1       | 2 → 1   |

## Перший раунд
| Команда 1                    | Рахунок | Команда 2             |
| ---------------------------- | ------- | --------------------- |
| 28 серпня 1973               |         |                       |
| Болтон Вондерерз (2)         | 1:1     | Престон Норт-Енд (2)  |
| Брентфорд (4)                | 1:2     | Лейтон Орієнт (2)     |
| Бері (4)                     | 0:0     | Олдем Атлетік (3)     |
| Карлайл Юнайтед (2)          | 2:2     | Воркінгтон (4)        |
| Грімсбі Таун (3)             | 2:1     | Нортгемптон Таун (4)  |
| Галіфакс Таун (3)            | 1:1     | Барнслі (4)           |
| Ноттс Каунті (2)             | 3:4     | Донкастер Роверз (4)  |
| Портсмут (2)                 | 2:1     | Саутенд Юнайтед (3)   |
| Ротергем Юнайтед (4)         | 2:1     | Лінкольн Сіті (4)     |
| Свонсі Сіті (4)              | 1:1     | Ексетер Сіті (4)      |
| Свіндон Таун (2)             | 3:3     | Ньюпорт Каунті (4)    |
| 29 серпня 1973               |         |                       |
| Олдершот (3)                 | 1:1     | Кембридж Юнайтед (3)  |
| Борнмут (3)                  | 1:0     | Бристоль Роверз (3)   |
| Брайтон енд Гоув Альбіон (3) | 1:2     | Чарльтон Атлетік (3)  |
| Кардіфф Сіті (2)             | 2:0     | Герефорд Юнайтед (3)  |
| Честер Сіті (4)              | 0:2     | Рексем (3)            |
| Честерфілд (3)               | 1:1     | Менсфілд Таун (4)     |
| Дарлінгтон (4)               | 2:1     | Бредфорд Сіті (4)     |
| Джиллінгем (4)               | 4:2     | Колчестер Юнайтед (4) |
| Пітерборо Юнайтед (4)        | 2:2     | Сканторп Юнайтед (4)  |
| Редінг (4)                   | 2:2     | Вотфорд (3)           |
| Рочдейл (3)                  | 5:3     | Гартлпул Юнайтед (4)  |
| Саутпорт (3)                 | 1:1     | Блекберн Роверз (3)   |
| Стокпорт Каунті (4)          | 2:0     | Порт Вейл (3)         |
| Торкі Юнайтед (4)            | 0:2     | Плімут Аргайл (3)     |
| Транмер Роверз (3)           | 3:3     | Кру Александра (4)    |
| Волсолл (3)                  | 3:1     | Шрусбері Таун (3)     |
| Йорк Сіті (3)                | 1:0     | Гаддерсфілд Таун (3)  |

Перегравання
| Команда 1            | Рахунок | Команда 2             |
| -------------------- | ------- | --------------------- |
| 3 вересня 1973       |         |                       |
| Престон Норт-Енд (2) | 0:2 дч  | Болтон Вондерерз (2)  |
| Менсфілд Таун (4)    | 0:1     | Честерфілд (3)        |
| 4 вересня 1973       |         |                       |
| Олдем Атлетік (3)    | 2:3     | Бері (4)              |
| Барнслі (4)          | 0:1     | Галіфакс Таун (3)     |
| Сканторп Юнайтед (4) | 2:1     | Пітерборо Юнайтед (4) |
| Ньюпорт Каунті (4)   | 1:2     | Свіндон Таун (2)      |
| 5 вересня 1973       |         |                       |
| Кембридж Юнайтед (3) | 3:0     | Олдершот (3)          |
| Воркінгтон (4)       | 0:1     | Карлайл Юнайтед (2)   |
| Вотфорд (3)          | 2:3     | Редінг (4)            |
| Блекберн Роверз (3)  | 3:1 дч  | Саутпорт (3)          |
| Свонсі Сіті (4)      | 2:1 дч  | Ексетер Сіті (4)      |
| Кру Александра (4)   | 0:1     | Транмер Роверз (3)    |

## Другий раунд
| Команда 1                | Рахунок | Команда 2               |
| ------------------------ | ------- | ----------------------- |
| 2 жовтня 1973            |         |                         |
| Арсенал                  | 0:1     | Транмер Роверз (3)      |
| Волсолл (3)              | 0:0     | Манчестер Сіті          |
| 8 жовтня 1973            |         |                         |
| Ковентрі Сіті            | 5:1     | Дарлінгтон (4)          |
| Дербі Каунті             | 2:2     | Сандерленд (2)          |
| Евертон                  | 1:0     | Редінг (4)              |
| Галіфакс Таун (3)        | 0:3     | Вулвергемптон Вондерерз |
| Іпсвіч Таун              | 2:0     | Лідс Юнайтед            |
| Лестер Сіті              | 3:3     | Галл Сіті (2)           |
| Манчестер Юнайтед        | 0:1     | Мідлсбро (2)            |
| Ньюкасл Юнайтед          | 6:0     | Донкастер Роверз (4)    |
| Квінз Парк Рейнджерс     | 1:0     | Тоттенгем Готспур       |
| Саутгемптон              | 3:0     | Чарльтон Атлетік (3)    |
| Сток Сіті                | 1:0     | Челсі                   |
| Вест-Бромвіч Альбіон (2) | 2:1     | Шеффілд Юнайтед         |
| Вест Гем Юнайтед         | 2:2     | Ліверпуль               |
| 9 жовтня 1973            |         |                         |
| Блекпул (2)              | 1:1     | Бірмінгем Сіті          |
| Бері (4)                 | 2:0     | Кембридж Юнайтед (3)    |
| Лейтон Орієнт (2)        | 2:0     | Блекберн Роверз (3)     |
| Плімут Аргайл (3)        | 4:0     | Портсмут (2)            |
| Сканторп Юнайтед (4)     | 0:0     | Бристоль Сіті (2)       |
| Стокпорт Каунті (4)      | 1:0     | Крістал Пелес (2)       |
| Йорк Сіті (3)            | 1:0     | Астон Вілла (2)         |
| 10 жовтня 1973           |         |                         |
| Борнмут (3)              | 0:0     | Шеффілд Венсдей (2)     |
| Кардіфф Сіті (2)         | 2:2     | Бернлі                  |
| Честерфілд (3)           | 1:0     | Свіндон Таун (2)        |
| Джиллінгем (4)           | 1:2     | Карлайл Юнайтед (2)     |
| Лутон Таун (2)           | 1:1     | Грімсбі Таун (3)        |
| Міллволл (2)             | 0:0     | Ноттінгем Форест (2)    |
| Норвіч Сіті              | 6:2     | Рексем (3)              |
| Оксфорд Юнайтед (2)      | 1:1     | Фулгем (2)              |
| Рочдейл (3)              | 0:4     | Болтон Вондерерз (2)    |
| Ротергем Юнайтед (4)     | 1:4     | Ексетер Сіті (4)        |

Перегравання
| Команда 1            | Рахунок | Команда 2            |
| -------------------- | ------- | -------------------- |
| 15 жовтня 1973       |         |                      |
| Шеффілд Венсдей (2)  | 2:2 дч  | Борнмут (3)          |
| 16 жовтня 1973       |         |                      |
| Бірмінгем Сіті       | 4:2     | Блекпул (2)          |
| Бернлі               | 3:2 дч  | Кардіфф Сіті (2)     |
| Грімсбі Таун (3)     | 0:0 дч  | Лутон Таун (2)       |
| Ноттінгем Форест (2) | 1:3     | Міллволл (2)         |
| Фулгем (2)           | 3:0     | Оксфорд Юнайтед (2)  |
| Бристоль Сіті (2)    | 2:1 дч  | Сканторп Юнайтед (4) |
| 22 жовтня 1973       |         |                      |
| Манчестер Сіті       | 0:0 дч  | Волсолл (3)          |
| 23 жовтня 1973       |         |                      |
| Грімсбі Таун (3)     | 0:2 дч  | Лутон Таун (2)       |
| 29 жовтня 1973       |         |                      |
| Шеффілд Венсдей (2)  | 2:1 дч  | Борнмут (3)          |
| Сандерленд (2)       | 1:1 дч  | Дербі Каунті         |
| Ліверпуль            | 1:0     | Вест Гем Юнайтед     |
| 30 жовтня 1973       |         |                      |
| Манчестер Сіті       | 4:0     | Волсолл (3)          |
| 31 жовтня 1973       |         |                      |
| Сандерленд (2)       | 3:0     | Дербі Каунті         |
| Галл Сіті (2)        | 3:2     | Лестер Сіті          |

## 1/16 фіналу
| Команда 1                | Рахунок | Команда 2               |
| ------------------------ | ------- | ----------------------- |
| 30 жовтня 1973           |         |                         |
| Бірмінгем Сіті           | 2:2     | Ньюкасл Юнайтед         |
| Бристоль Сіті (2)        | 2:2     | Ковентрі Сіті           |
| Бернлі                   | 1:2     | Плімут Аргайл (3)       |
| Евертон                  | 0:1     | Норвіч Сіті             |
| Саутгемптон              | 3:0     | Честерфілд (3)          |
| 31 жовтня 1973           |         |                         |
| Фулгем (2)               | 2:2     | Іпсвіч Таун             |
| Лутон Таун (2)           | 0:0     | Бері (4)                |
| Міллволл (2)             | 1:1     | Болтон Вондерерз (2)    |
| Лейтон Орієнт (2)        | 1:1     | Йорк Сіті (3)           |
| Сток Сіті                | 1:1     | Мідлсбро (2)            |
| Транмер Роверз (3)       | 1:1     | Вулвергемптон Вондерерз |
| Вест-Бромвіч Альбіон (2) | 1:3     | Ексетер Сіті (4)        |
| 6 листопада 1973         |         |                         |
| Карлайл Юнайтед (2)      | 0:1     | Манчестер Сіті          |
| Галл Сіті (2)            | 4:1     | Стокпорт Каунті (4)     |
| Квінз Парк Рейнджерс     | 8:2     | Шеффілд Венсдей (2)     |
| 21 листопада 1973        |         |                         |
| Сандерленд (2)           | 0:2     | Ліверпуль               |

Перегравання
| Команда 1               | Рахунок | Команда 2          |
| ----------------------- | ------- | ------------------ |
| 6 листопада 1973        |         |                    |
| Ковентрі Сіті           | 2:1     | Бристоль Сіті (2)  |
| Бері (4)                | 2:3     | Лутон Таун (2)     |
| Болтон Вондерерз (2)    | 1:2     | Міллволл (2)       |
| Йорк Сіті (3)           | 2:1     | Лейтон Орієнт (2)  |
| Мідлсбро (2)            | 1:2 дч  | Сток Сіті          |
| 7 листопада 1973        |         |                    |
| Ньюкасл Юнайтед         | 0:1 дч  | Бірмінгем Сіті     |
| 13 листопада 1973       |         |                    |
| Вулвергемптон Вондерерз | 2:1     | Транмер Роверз (3) |
| 14 листопада 1973       |         |                    |
| Іпсвіч Таун             | 2:1     | Фулгем (2)         |

## 1/8 фіналу
| Команда 1               | Рахунок | Команда 2         |
| ----------------------- | ------- | ----------------- |
| 20 листопада 1973       |         |                   |
| Ковентрі Сіті           | 2:1     | Сток Сіті         |
| Квінз Парк Рейнджерс    | 0:3     | Плімут Аргайл (3) |
| Вулвергемптон Вондерерз | 5:1     | Ексетер Сіті (4)  |
| 21 листопада 1973       |         |                   |
| Саутгемптон             | 0:2     | Норвіч Сіті       |
| Іпсвіч Таун             | 1:3     | Бірмінгем Сіті    |
| Міллволл (2)            | 3:1     | Лутон Таун (2)    |
| Йорк Сіті (3)           | 0:0     | Манчестер Сіті    |
| 27 листопада 1973       |         |                   |
| Галл Сіті (2)           | 0:0     | Ліверпуль         |

Перегравання
| Команда 1      | Рахунок | Команда 2     |
| -------------- | ------- | ------------- |
| 4 грудня 1973  |         |               |
| Ліверпуль      | 3:1     | Галл Сіті (2) |
| 5 грудня 1973  |         |               |
| Манчестер Сіті | 4:1     | Йорк Сіті (3) |

## 1/4 фіналу
| Команда 1               | Рахунок | Команда 2         |
| ----------------------- | ------- | ----------------- |
| 19 грудня 1973          |         |                   |
| Бірмінгем Сіті          | 1:2     | Плімут Аргайл (3) |
| Міллволл (2)            | 1:1     | Норвіч Сіті       |
| Ковентрі Сіті           | 2:2     | Манчестер Сіті    |
| Вулвергемптон Вондерерз | 1:0     | Ліверпуль         |

Перегравання
| Команда 1      | Рахунок | Команда 2     |
| -------------- | ------- | ------------- |
| 16 січня 1974  |         |               |
| Манчестер Сіті | 4:2     | Ковентрі Сіті |
| Норвіч Сіті    | 2:1     | Міллволл (2)  |

## 1/2 фіналу
| Команда 1         | Заг. | Команда 2               | 1-й матч | 2-й матч |
| ----------------- | ---- | ----------------------- | -------- | -------- |
| 23/26 січня 1974  |      |                         |          |          |
| Норвіч Сіті       | 1:2  | Вулвергемптон Вондерерз | 1:1      | 0:1      |
| 23/30 січня 1974  |      |                         |          |          |
| Плімут Аргайл (3) | 1:3  | Манчестер Сіті          | 1:1      | 0:2      |

## Фінал
| 2 березня 1974 |

| Вулвергемптон Вондерерз | 2:1 | Манчестер Сіті |
| ----------------------- | --- | -------------- |
| Гіббітт 44' Річардс 85' |     | Белл 59'       |

| Вемблі, Лондон Глядачів: 97 886 Арбітр: Дейв Воллес |